# Oh!マイブラザー 誰の心に届く…
『 Oh!マイブラザー 誰の心に届く…』（Oh!マイブラザー だれのこころにとどく）は、2010年11月6日に公開された日本映画。主演は赤井英和。他には近藤あい子、小笠原大史、山本博子、深谷みさお、安岡力也、桑名正博が出演。

## 登場人物
- 風間亮　　　演 – 赤井英和
- 佐伯小夜　　演 – 近藤あい子
- 風間隼　　　演 – 小笠原大史
- 渋谷妙子　　演 – 山本博子
- 風間芳江　　演 – 深谷みさお
- 常連の客　　演 – 安岡力也
- 徳川　　　　演 – 桑名正博

## スタッフ
- エグゼクティブプロデューサー / 製作 - 神品信市
- プロデューサー – 大野豊仁　上野順司
- アシスタントプロデューサー – MAKIKO
- 監督/脚本 - 長尾久美子
- 助監督 – 加藤文明
- 撮影 – 古屋幸一
- 録音 – 鈴木昭彦
- 製作ディレクター – 西村克也　奥村伸也　山多裕生　劔持岳
- 音楽ディレクター - TOSHIMITSU
- 製作 - MIRAI PICTURES JAPAN
- 配給 - MIRAI